# Noureddine Bettahar
Noureddine Bettahar (* 17. Dezember 1994 in Trier) ist ein ehemaliger deutsch-polnischer Eishockeyspieler und derzeitiger -trainer, der unter anderem für die Iserlohn Roosters in der Deutschen Eishockey Liga aktiv war. Inzwischen arbeitet er als Nachwuchstrainer bei den Young Roosters.

## Karriere
Noureddine Bettahar wurde 1994 als Sohn eines Algeriers und einer Polin in Trier geboren. Ein Jahr später zog die Familie ins polnische Nowy Targ, wo auch sein Bruder Rayan zur Welt kam. Dort begann Noureddine Bettahar als Kind bei Podhale Nowy Targ mit dem Eishockeyspielen. 2008 wechselte er zu den Jungadler Mannheim und spielte in der Schüler-Bundesliga. Zur nächsten Saison ging er zum EC Bad Nauheim in die Jugend-Bundesliga. Zur Saison 2010/11 kehrte er zu den Jungadlern zurück und spielte in der Deutschen Nachwuchsliga. 2011 schloss er sich dem Nachwuchsprogramm des EC Red Bull Salzburg an. 
Nach zwei Jahren in Österreich wechselte er zur Saison 2013/14 zu den Löwen Frankfurt in die Oberliga. Da sich Bettahar im November 2013 verletzte und erst ab Januar 2014 einen deutschen Pass besaß, kam er zu Saisonbeginn nur auf einige Spiele für die zweite Mannschaft der Löwen. In den Playoffs spielte er schließlich in der Oberliga und trug mit drei Toren und zwei Assists zur Meisterschaft und dem Aufstieg in die DEL2 bei. Anschließend wechselte er zu den Füchsen Duisburg. Bettahar erzielte 42 Scorerpunkte in 51 Spielen. Mit den Füchsen verpasste er den Aufstieg knapp, als man erst im fünften Spiel des Oberliga-Playoff-Finales gegen den EHC Freiburg verlor. Bettahar verlängerte seinen Vertrag um ein Jahr und wurde mit Duisburg Tabellenerster nach der Hauptrunde, schied anschließend aber früh in den Playoffs aus.
Im Mai 2016 gaben die Iserlohn Roosters aus der Deutschen Eishockey Liga die Verpflichtung Bettahars bekannt. Er unterzeichnete einen Vertrag über drei Jahre. Im November 2016 wurde Bettahar an den SC Riessersee in die DEL2 ausgeliehen, um Spielpraxis zu sammeln. Nach acht Spielen, in denen er sieben Scorerpunkte erzielte, kehrte er bereits im Dezember 2016 nach Iserlohn zurück. In 27 DEL-Spielen erzielte der Stürmer, der später zum Verteidiger nur einen Scorerpunkt, so dass er in der folgenden Saison wieder zu einem unterklassigen Team ausgeliehen wurde. Beim EC Bad Nauheim in der DEL2 kam er auf 13 Punkte in 45 Spielen. Die Vorbereitung auf die Saison 2018/19 absolvierte Bettahar dann wieder bei den Roosters, im September kam es dann aber doch zur Trennung und er schloss sich den Heilbronner Falken in der DEL2 an. Wegen einer im Einsatz für die polnische Eishockeynationalmannschaft zugezogenen Verletzung verpasste er einen Großteil der Saison, so dass er nur 19 Partien absolvierte.
Mit 23 Scorerpunkten in 49 Spielen war die Saison 2019/20 bei den Kassel Huskies Bettahars persönlich erfolgreichste, womit er sich abermals in den Blickpunkt der Nationalmannschaft spielte. Er gewann mit Polen das Qualifikationsturnier für die Olympische Winterspiele 2022 im Februar 2020. Kurz vor Beginn der Saison 2020/21 unterzeichnete er einen Vertrag bis zum Jahresende beim Deggendorfer SC in der Oberliga, der anschließend nicht verlängert wurde. Für den Rest der Saison kehrte er nach Bad Nauheim in die DEL2 zurück, wo er sich im Sommer zuvor auch fit gehalten hatte. Bei der EG Diez-Limburg in der Oberliga ließ er seine Spielerkarriere ab Sommer 2021 ausklingen, ehe er sie im Oktober 2022 im Alter von 26 Jahren aus beruflichen Gründen endgültig beendete.

### Trainerlaufbahn
Dem Eishockey blieb Noureddine Bettahar als Nachwuchstrainer erhalten. Nach Einsätzen als Assistenztrainer in Salzburg und bei der Baden-Württemberg-Auswahl übernahm er zur Saison 2023/24 das DNL-Team des Iserlohner EC.

## Erfolge und Auszeichnungen
- 2014 Meister der Oberliga West und Aufstieg für die DEL2 mit den Löwen Frankfurt

## Karrierestatistik
Stand: Ende der Saison 2022/23

### International
Vertrat Polen bei:
- U18-Junioren-Weltmeisterschaft der Division IB 2012
- Qualifikationsturnier für die Olympischen Winterspiele 2022

(Legende zur Spielerstatistik: Sp oder GP = absolvierte Spiele; T oder G = erzielte Tore; V oder A = erzielte Assists; Pkt oder Pts = erzielte Scorerpunkte; SM oder PIM = erhaltene Strafminuten; +/− = Plus/Minus-Bilanz; PP = erzielte Überzahltore; SH = erzielte Unterzahltore; GW = erzielte Siegtore; 1 Play-downs/Relegation; Kursiv: Statistik nicht vollständig)